# Fajsal I.

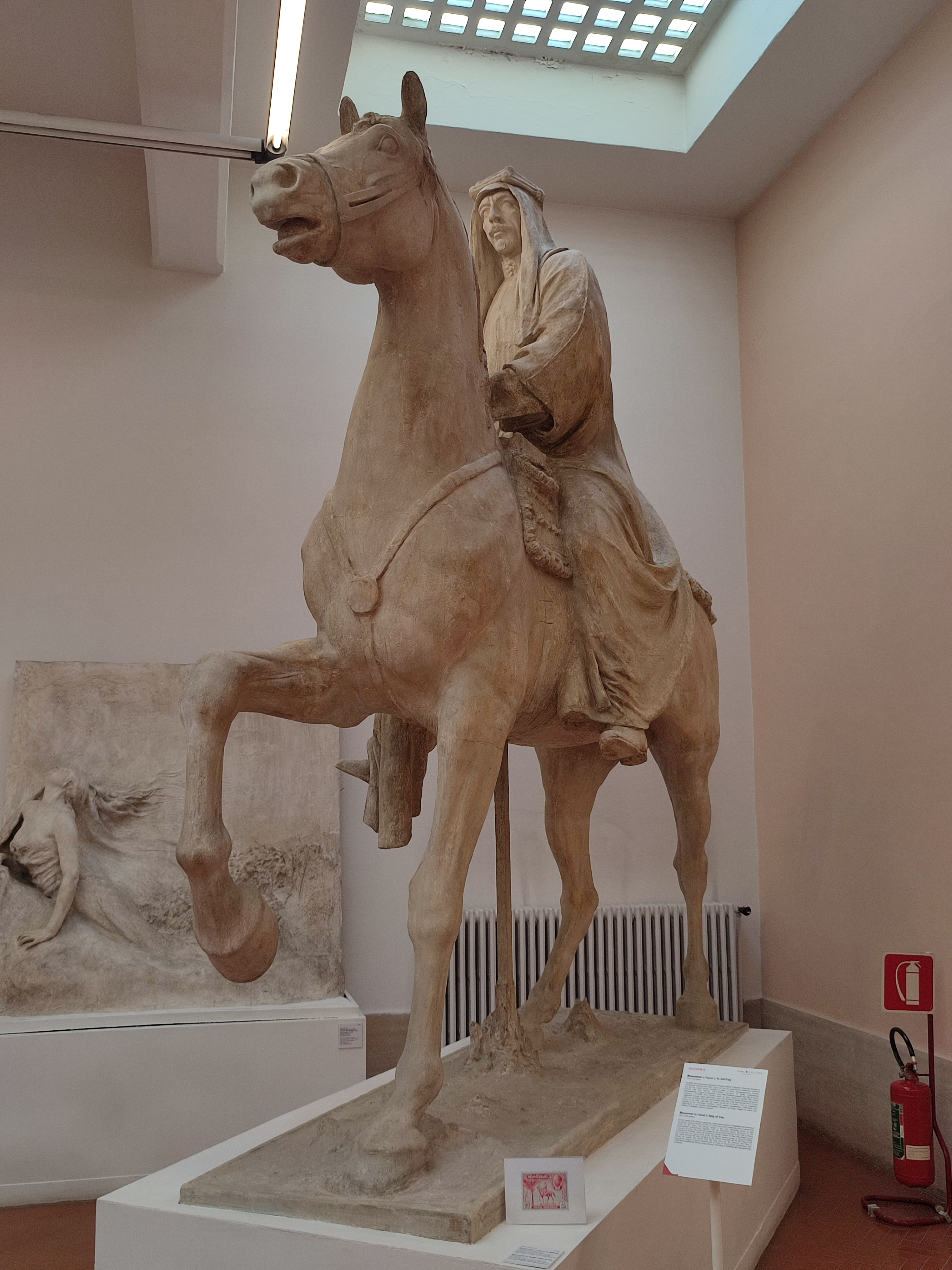
Pomník krále Fajsala I. od sochaře Pietra Canonicy, 1932, model bronzového originálu, zničeného roku 1958; Museo Canonica, Řím

Fajsal bin al-Husajn bin Alí al-Hášimí (arabsky: فيصل بن حسين, Fajṣal ibn Ḥusajn; 20. května 1883 – 8. září 1933) byl po krátké období v roce 1920 králem Velké Sýrie a od 23. srpna 1921 do roku 1933 králem Iráku.

## Život
Byl členem hášimovské dynastie, která se pokládá za potomky proroka Mohameda. Fajsal vybízel k překonání rozporu mezi sunnitskými a ší'itskými muslimy a k podpoře panarabismu, jenž by vedl k vytvoření arabského státu, který by zahrnoval Irák, Sýrii a další části úrodného půlměsíce. Když byl u moci, snažil se diverzifikovat svou administraci mezi různé etnické a náboženské skupiny. Čelil velké výzvě, neboť většina oblasti Blízkého východu byla pod evropskou, konkrétně francouzskou a britskou, kontrolou a jiní arabští vůdci se k jeho myšlenkám stavěli odmítavě. Fajsal nakonec svou snahou o panarabský nacionalismus nevyhnutelně izoloval některé náboženské skupiny.
V roce 1919 podepsal společně s Chajimem Weizmannem ze Světové sionistické organizace takzvanou Fajsal-Weizmannovu dohodu, podle které měl, tehdy ještě emír, Fajsal podpořit sionistickou myšlenku, výměnou za sionistickou podporu arabskému státu v Sýrii, a to i navzdory odporu Francie. Dohoda však měla dodatek, že Fajsal nepodpoří židovské přistěhovalectví do doby, než v Sýrii vznikne jeho stát. Několik měsíců po podepsání dohody uvedl Fajsal v jednom ze svých dopisů:
| „                                                                   | My Arabové, a obzvláště pak ti vzdělaní mezi námi, pohlížíme s nejhlubšími sympatiemi na sionistické hnutí … vřele vítáme Židy zpátky doma … Pracujeme společně na reformovaném a novém Blízkém východě a naše hnutí doplňují jedno druhé. Naše hnutí jsou národní, nikoliv imperialistická. Je dost prostoru v Sýrii pro oba naše národy a domnívám se, že ani jedna strana nemůže být úspěšná bez té druhé | “ |
| — emír Fajsal, několik měsíců po podepsání Fajsal-Weizmanovy dohody | |   |

Nakonec celá dohoda ztroskotala, neboť Spojené království nedodrželo své závazky vůči Arabům a přenechalo Sýrii Francouzům.

## Vyznamenání
- velkostuha Nejvyššího řádu renesance – Jordánsko, 1917
- Královský Viktoriin řetěz – Spojené království, 12. prosince 1918
- velkokříž Řádu čestné legie – Francie, 1918
- velkokříž Řádu italské koruny – Italské království, 1918
- řetěz Řádu Muhammada Alího – Egyptské království, 1. října 1926
- čestný rytíř velkokříže Řádu svatého Michala a svatého Jiří – Spojené království, 1. ledna 1927
- velkostuha Řádu Leopoldova – Belgie, 15. března 1930
- řetěz Řádu Pahlaví – Írán, 26. dubna 1932
- čestný rytíř velkokříže Řád lázně – Spojené království, 20. června 1933